# باتريك جونسون (عداء سريع)
باتريك جونسون (بالإنجليزية: Patrick Johnson) هو عداء سريع أسترالي، ولد في 26 سبتمبر 1972 في كيرنز في أستراليا.

## وصلات خارجية
- باتريك جونسون على موقع الاتحاد الدولي لألعاب القوى (الإنجليزية)
- باتريك جونسون على موقع النتائج التاريخية لألعاب القوى الأسترالية (الإنجليزية)
- باتريك جونسون على موقع الدوري الماسي (الإنجليزية)
- باتريك جونسون على موقع اللجنة الأولمبية الدولية (الإنجليزية)
- باتريك جونسون على موقع أوليمبيديا (الإنجليزية)
- باتريك جونسون على موقع اللجنة الأولمبية الأسترالية (الإنجليزية)
- باتريك جونسون على موقع اتحاد ألعاب الكومنولث (مؤرشف) (الإنجليزية)